# Zenit Đozić
Zenit Đozić - Zena (Bugojno, 8. listopada 1961.), bosanskohercegovački glazbenik, humorist, glumac i TV-producent. Poznat kao bivši bubnjar sarajevske grupe Zabranjeno pušenje.

## Životopis
Idejni tvorac novog primitivizma zajedno s Neletom Karajlićem, Sejom Sexonom, Elvisom J. Kurtovićem i ostalim "novim primitivcima". Također je igrao zapaženiju ulogu u popularnoj Top listi nadrealista. Rat u Bosni i Hercegovini pretrpio je boraveći u Sarajevu. Zajedno sa Sejom Sexonom, Elvisom i ostalima snimao je ratne "Nadrealiste". Nakon rata završio je akademiju scenskih umjetnosti u Sarajevu, nakon čega je magistrirao televizijsku produkciju u Londonu. Trenutno radi kao TV-producent u Sarajevu.